# Fireboy and Watergirl
Fireboy and Watergirl — серия игр в жанре головоломки-платформера, созданная инди-разработчиком Осло Альбертом с 2009 по 2021 год. Первые четыре игры серии были разработаны на Adobe Flash, а в 2018 году переписаны на HTML5.

## Игровой процесс
Fireboy and Watergirl — кооперативная головоломка-платформер. Игроки управляют двумя героями, Огнём (англ. Fireboy) и Водой (англ. Watergirl).
На уровне расположены огненные и водяные препятствия. Герои могут проходить только через препятствия своего типа; если они коснутся противоположного элемента, они погибнут, и уровень начнётся заново. Также на уровне может быть зелёная кислота, смертельная для обоих персонажей.
Для прохождения уровня игроки могут взаимодействовать с различными механизмами, такими как рычаги и кнопки; для прохождения уровня оба персонажа должны достигнуть выхода. Второстепенная задача — сбор красных и синих алмазов, разбросанных по уровню; при успешном прохождении уровня игра показывает, сколько алмазов было собрано, и оценивает прохождение.

## Разработка
По словам Осло Альберта, он взялся за разработку Fireboy and Watergirl, поскольку «его всегда завораживали логические игры». Первым делом он разработал игровую механику, а только потом взялся за создание персонажей, поскольку в играх его всегда привлекал в первую очередь геймплей. Альберт хотел, чтобы игра была понятна игрокам с первого взгляда, и поэтому ему было очевидно, что ему нужны два персонажа с противоположными элементами. Первым делом он создал Огня, а затем «потратил немало времени» на поиск подходящего дизайна для Воды. После нескольких итераций он нарисовал «водопадный» хвостик для Воды, в противовес огненным волосам Огня. При написании сюжета Альберт держал в голове, что он должен прийтись по вкусу «и мальчикам, и девочкам, и целым семьям».

## Выпуск
| 2009 | Fireboy and Watergirl in the Forest Temple |
| 2010 | Fireboy and Watergirl: The Light Temple    |
| 2011 |                                            |
| 2012 | Fireboy and Watergirl in the Ice Temple    |
| 2013 | Fireboy and Watergirl: The Crystal Temple  |
| 2014 |                                            |
| 2015 |                                            |
| 2016 |                                            |
| 2017 |                                            |
| 2018 | Fireboy and Watergirl: Elements            |
| 2019 |                                            |
| 2020 |                                            |
| 2021 | Fireboy and Watergirl: Fairy Tales         |

Первая игра серии, Fireboy and Watergirl in the Forest Temple, была выпущена 19 ноября 2009 года на движке Adobe Flash в браузерах, а затем портирована на Windows и Android. Издателями выступили сайт Armor Games (браузер) и компания EngleSoft (Windows). Также в 2012 году игра была выпущена на онлайн-портале Cool Math Games, поскольку целевой аудиторией были дети 10—15 лет.
Вторая игра серии, Fireboy and Watergirl: The Light Temple, была выпущена 22 октября 2010 года в браузере, а затем в 2019 на Android.
Третья игра серии, Fireboy and Watergirl in the Ice Temple, была выпущена 5 апреля 2012 года.
Четвёртая игра серии, Fireboy and Watergirl: The Crystal Temple, была выпущена 29 марта 2013 года.
В 2018 году игры серии были переписаны на HTML5.
Пятая игра серии, Fireboy and Watergirl: Elements, была выпущена в Microsoft Store 9 декабря 2018 года, позже в Google Play 20 декабря 2018 года, в App Store в 2018 году и d Steam 24 января 2019 года.
Шестая игра серии, Fireboy and Watergirl: Fairy Tales, была выпущена в Steam 1 ноября 2021 года.

## Рецензии
Джессика Томпсон в рецензии для GamerBolt похвалила темп игры, отметив, что прохождение «слишком простых» вводных уровней не заняло много времени, а затем игра стала более интересной. Она высоко оценила дизайн игры и приличное количество уровней, обеспечивающих несколько часов игрового процесса. Тем не менее, она отметила, что игре не хватает сложности и примечательности, чтобы конкурировать с другими 2D-платформерами, такими как Spelunky и Super Meat Boy.
Дария Патерек из студенческого журнала Impact заявила, что Fireboy and Watergirl стала игрой, заставившей её «влюбиться в компьютерные игры». Она высоко оценила реиграбельность игр, отметив, что в каждой игре серии есть уровни различной сложности, а действие происходит в новом окружении, будь то лес, пустыня или зима.
Николь Кларк из Polygon назвала игру «классикой», отметив, что игровой процесс «словно возвращает назад во времени».